# Ljubo Vučković
Ljubo Vučković, črnogorski general, * 22. januar 1915, † 7. julij 1976.

## Življenjepis
Vučković, častnik VKJ, se je leta 1941 pridružil NOVJ in KPJ. Med vojno je bil poveljnik bataljona Lovćenskega odreda, bataljona 4. proletarske (črnogorske) brigade, 2. proletarske divizije, poveljnik 13. korpusa in načelnik štaba 2. armade.
Po vojni je bil načelnik Generalštaba JLA, načelnik VVA JLA, ...